# Dendrobium pugioniforme
Dendrobium pugioniforme là một loài thực vật có hoa trong họ Lan. Loài này được A.Cunn. ex Lindl. mô tả khoa học đầu tiên năm 1839.